# Манхарин, Хавьер
Хавьер Манхарин Переда (исп. Javier Manjarín Pereda; родился 31 декабря 1969 года в городе Хихон, Испания) — испанский футболист, нападающий. Известен по выступлениям за клубы «Спортинг», «Депортиво Ла-Корунья» и сборную Испании. Олимпийский чемпион 1992 года. Участник чемпионата Европы 1996 года.

## Клубная карьера
Манхарин - воспитанник клуба «Спортинг» из своего родного города. В 1989 году он дебютировал в Ла Лиге. Хавьер провёл в Хихоне четыре сезона и сыграл более 100 матчей. В 1993 году он перешёл в «Депортиво Ла-Корунья». Этот период стал самым ярким в карьере Манхарина. Он стал одним из ключевых футболистов команды и помог её дважды выиграть серебро чемпионата, а также завоевать Кубок и Суперкубок Испании.
В 1999 году после череды травм и потери игровой формы и место в основе Хавьер перешёл в «Расинг» из Сантандера. Манхарин имел постоянное место в основе, но из-за старых травм он смог всего трижды отличиться за два сезона. В 2001 году Хавьер переехал в Мексику, где по сезону провёл за «Селаю» и «Сантос Лагуна». В 2004 году он вернулся на родину и через год завершил карьеру футболиста в клубе «Атлетико Артейхо».

## Международная карьера
В 1992 году в составе олимпийской сборной Испании Хавьер выиграл Олимпийские игры в Барселоне.
6 сентября  1995 года в отборочном матче чемпионата Европы 1996 против сборной Кипра Манхарин дебютировал за сборную Испании, заменив во втором тайме Юлена Герреро. 15 ноября в поединке против сборной Македонии Хавьер забил свой первый гол за национальную команду.
В 1996 году Манхарин попал в заявку сборной на участие в чемпионате Европы в Англии. На турнире он сыграл в матчах против сборных Румынии, Англии и Франции. В поединке против румын Хавьер отметился забитым мячом.

### Голы за сборную Испании
| #  | Дата           | Место                           | Противник | Счёт | Результат | Соревнование                |
| -- | -------------- | ------------------------------- | --------- | ---- | --------- | --------------------------- |
| 1. | 15 ноября 1995 | Мартинес Валеро, Эльче, Испания | Македония | 2:0  | 3:0       | Отборочный турнир Евро 1996 |
| 2. | 18 июня 1996   | Элланд Роуд, Лидс, Англия       | Румыния   | 0:1  | 1:2       | Чемпионат Европы 1996       |

## Достижения
Командные
 «Депортиво Ла-Корунья»
- Обладатель Кубка Испании — 1994/1995
- Обладатель Суперкубка Испании — 1995

Международные
 Испания (олимп.)
- Летние Олимпийские игры — 1992